# Hüttenwerk Mägdesprung

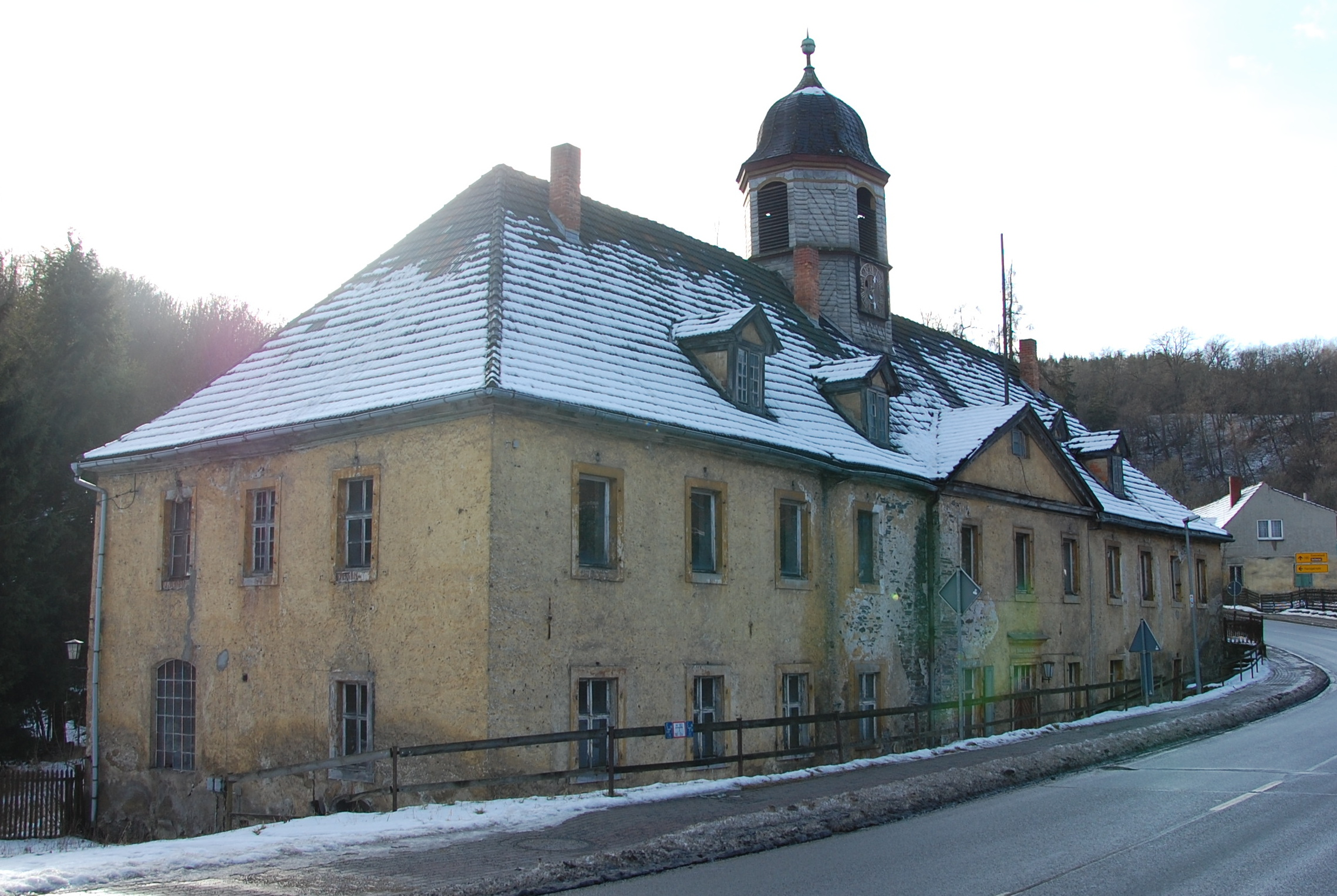
Verwaltungsgebäude von 1781

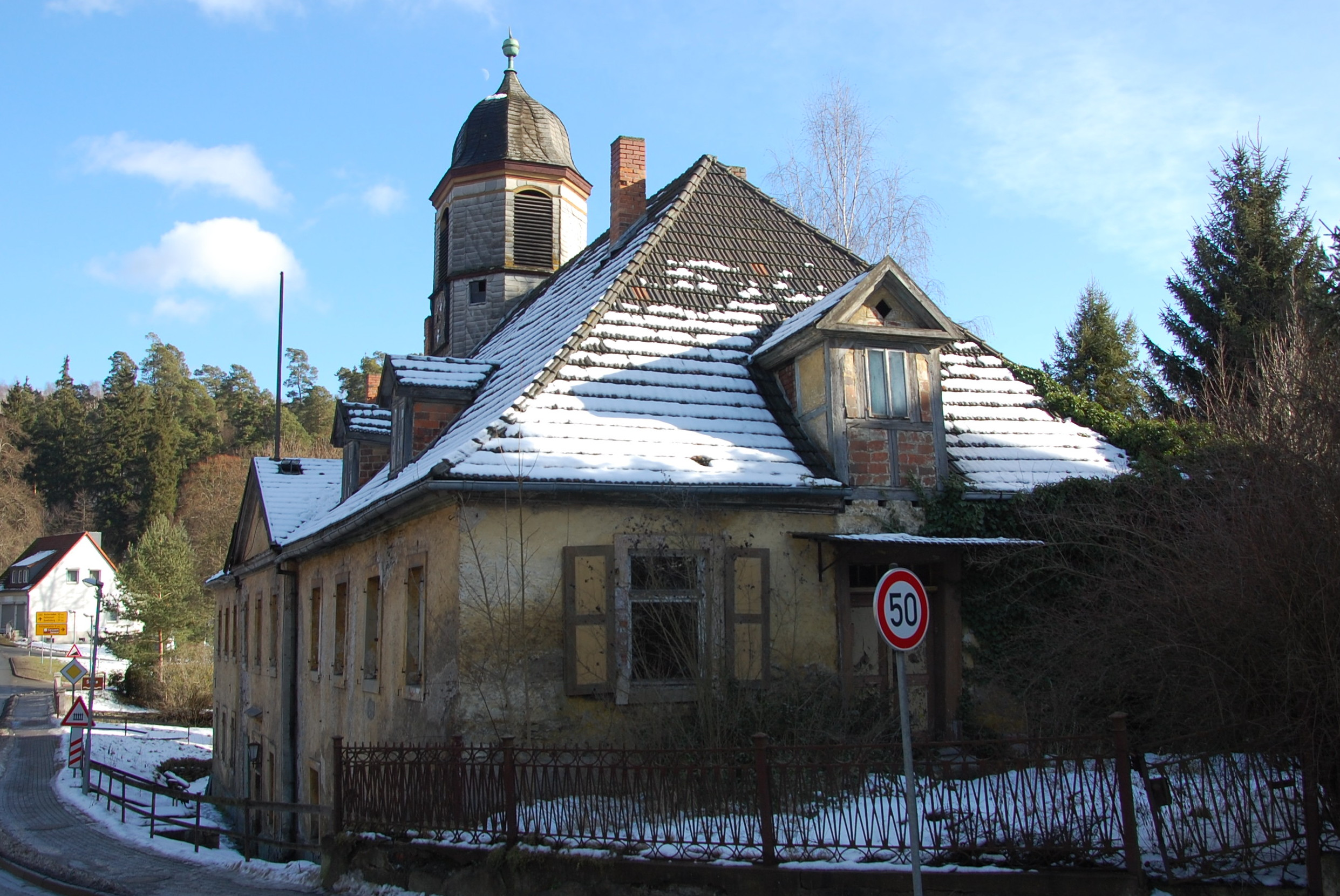
Verwaltungsgebäude, Blick von Westen

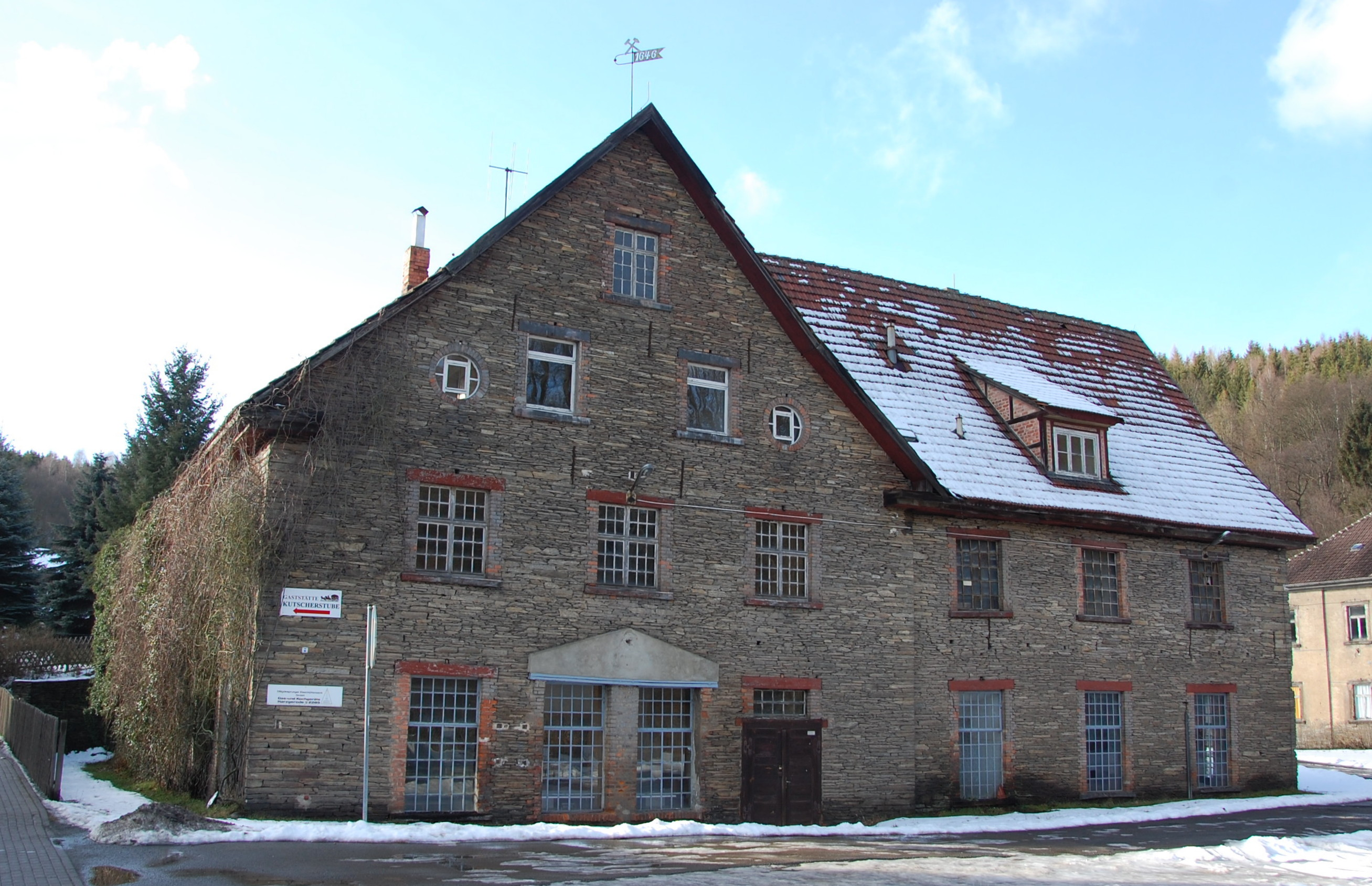
Gebäude im nördlichen Teil des Werks

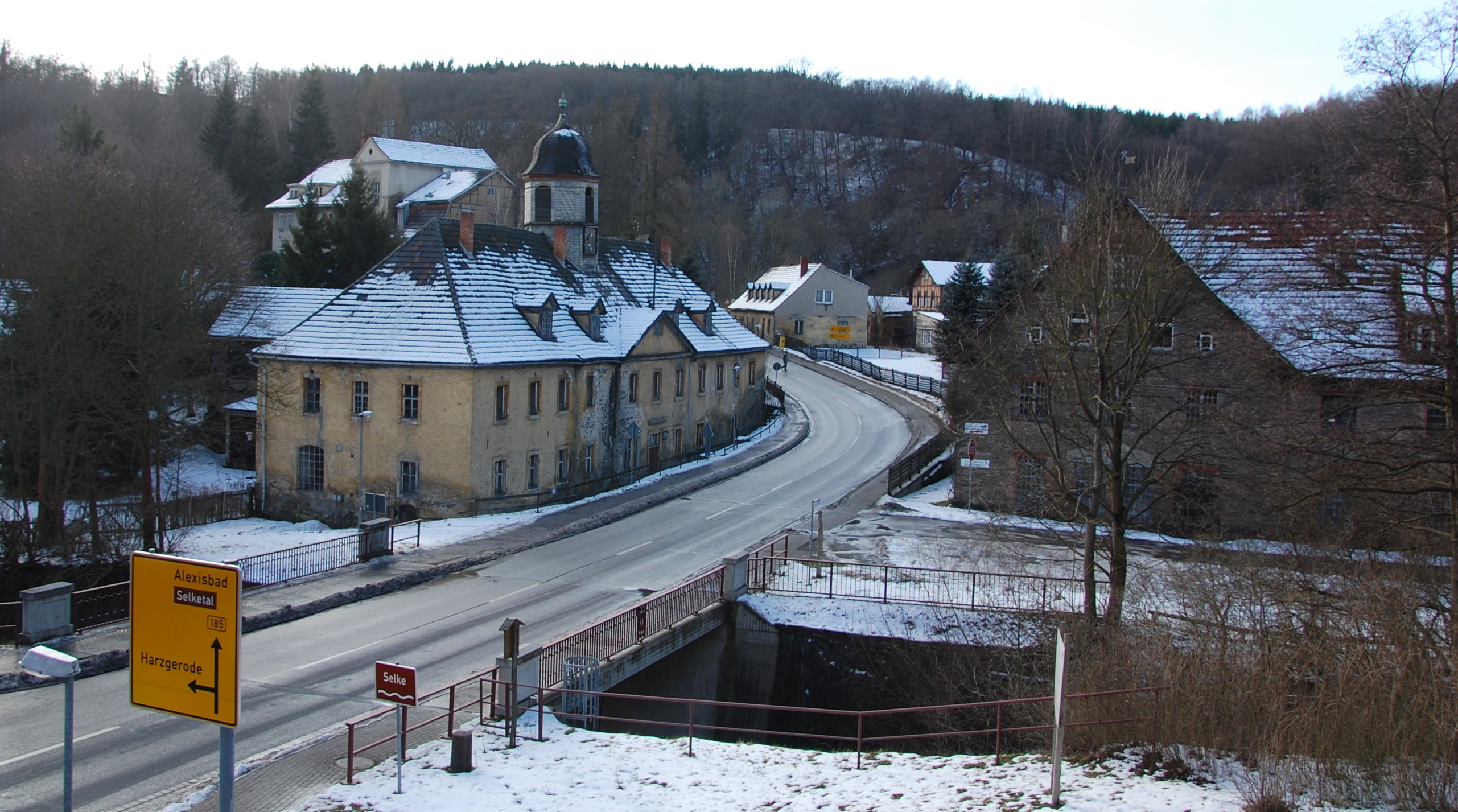
Blick von Norden auf die Anlage

Das Hüttenwerk Mägdesprung ist ein ehemaliges Hüttenwerk im zur Stadt Harzgerode in Sachsen-Anhalt gehörenden Ortsteil Mägdesprung. Teile der erhaltengebliebenen Gebäude der Hütte stehen unter Denkmalschutz.

## Lage
Es befindet sich im Ortszentrum von Mägdesprung im Selketal. Im örtlichen Denkmalverzeichnis ist es als Hüttenwerk eingetragen. Durch den Werksbereich führt die Bundesstraße 185.

## Gestaltung und Geschichte
Anfangs hieß das Gelände des späteren Hüttenwerks nach einer hangaufwärts gelegenen Fläche die Schalkenburg. Im 18. Jahrhundert setzte sich für die entstehende Siedlung der Name der Quelle Meidesprungk als Ortsbezeichnung durch. 1646 vereinbarten der Landesherr Fürst Friedrich von Anhalt-Bernburg-Harzgerode und der Quedlinburger Kaufmann Johann Heydtfeld vertraglich, anstelle der vorhandenen Wassermühle ein Eisenwerk anzulegen, das zunächst aus zwei Frischfeuern (Zerrennherd) und einem Hammerwerk bestand. Die am Ort verfügbare Wasserkraft, erschlossene Eisenerzvorkommen und der umliegende Wald zur Gewinnung von Holzkohle erschienen als günstige Voraussetzungen für das Gelingen des Unternehmens. Doch die Erwartungen erfüllten sich nicht. Ein wachsender Schuldenberg, Konkurse und dadurch bedingter Wechsel der Betreiber veranlassten 1710 Fürst Viktor Amadeus von Anhalt-Bernburg, das seit 1662 mit einem Hochofen produzierende Werk stillzulegen.
Einige Jahre dienten die Anlagen der Silbergewinnung. In den 1720er Jahren wurden eine Papiermühle und danach auch eine Mahl- und eine Ölmühle installiert. Nach Verlegung eines Gießwerkes (Hochofen) von Silberhütte nach Mägdesprung 1754 begann erneut die Eisenverhüttung. Die Erschließung und Nutzung weiter entfernter Erzlagerstätten wie bei Tilkerode und in der Grafschaft Stolberg, verbesserte Technologie, Organisation eines Vertriebssystems und die systematische Förderung durch Fürst Friedrich Albrecht von Anhalt-Bernburg (1735–1796) führten zum Aufschwung der Eisenhütte unter dem Mägdesprung. Oberhalb der älteren Anlagen erfolgte 1769 auf einer Talerweiterung der Bau des Neuen Werkes mit drei Frischherden, zwei Schmieden und einer Schleiferei. Von 1780 bis 1786 wurden talabwärts vier Hammerwerke mit eigenen Spezialisierungen und am Neuen Werk eine Drahtzieherei errichtet. Zu dieser Zeit begann die rund sechs Jahrzehnte währende Blütezeit des Mägdesprunger Eisenhüttenwerks, nicht zuletzt auch das Verdienst einiger aufeinander folgender kompetenter und ideenreicher Leitungskräfte wie Oberbergrat Schlüter, Hüttendirektor Johann Ludwig Carl Zincken sowie Maschinen- und Hüttenmeister Bischof. Mägdesprung lieferte Stabeisen hoher Qualität und daneben ständig ein reichhaltiges Sortiment von Fertigprodukten.
1781 wurde das heute südlich der Straße erhaltene spätbarocke Verwaltungsgebäude der Hütte gebaut. Mittig auf dem elfachsigen Haus befindet sich ein Dachreiter mit Uhr. Am Haus ist eine gusseiserne Tafel mit dem Baujahr befestigt. An das Gebäude ist ein ursprünglich als Modellwerkstatt genutztes Fachwerkhaus angefügt. In der Fachwerkkonstruktion findet sich die Fachwerkfigur des Ganzen Mannes. Hinter diesem Bau liegt die um 1800 entstandene Blankschmiede. Sie ist als Trockenmauerwerk aufgeführt, wobei die Giebel in Fachwerkbauweise gebaut wurden. Die Gefache sind mit Schlackesteinen verfüllt, die aus der Produktion der Hütte stammen.
Eine zu ihrer Zeit herausragende technische Leistung war nach Inbetriebnahme eines neuen Hochofens 1809 die Errichtung des Denkmals zu Ehren Fürst Friedrich Albrechts von Anhalt-Bernburg 1812, mit der aus 16 Meter langen Eisenplatten konstruierten Obelisknadel. 1821 wurde der Kunstguss in das Produktionsprogramm aufgenommen, der in den Jahren des äußerst talentierten Modelleurs Johann Heinrich Kureck (1843–1878) seinen künstlerischen Höhepunkt erreichte. In einer Modernisierungs- und Erweiterungsphase entstanden bis 1829 zwei Kupolöfen, ein Fabrikgebäude mit Blechschmiede, Schlosserei und Walzwerk, eine Formerei und Schleifhütte, das Carlswerk mit Eisenwalz- und Eisenschneidewerk. Die Gebäude wurden als Trockenmauerwerk aus steinsichtigem Schieferbruch errichtet. An einem ehemaligen Portalgiebel befand sich unterhalb einer Fürstenkrone ein in den letzten Jahren gewaltsam herausgerissenes auf Alexius Friedrich Christian von Anhalt-Bernburg verweisendes Monogramm AFC.
Im Winkel zu diesen Bauten befindet sich das mit Rundbogenöffnungen versehene Magazin. 1828 entstand für den Bergrat Zincken, der seit dem 1. Januar 1821 Werksdirektor war, ein verputztes, mit einem Walmdach bedecktes zweigeschossiges klassizistisches Direktorenwohnhaus. Es diente zeitweise nach der Vereinigung Anhalts 1863 mit der Bezeichnung herzogliches Palais als Logierhaus für das Anhalter Herrscherhaus im Oberherzogtum. Zumeist waren dort jedoch die Wohnräume für den Hüttenmeister und Beamte eingerichtet. Im Werksgelände befinden sich darüber hinaus jeweils in Fachwerkbauweise errichtete Gebäude für die Bäckerei, die Handformerei, und die Schlosserei. Zum Denkmalbereich gehört die aus Trockenmauerwerk errichtete Uferbefestigung der Selke.
In der Mitte des 19. Jahrhunderts wirkte sich die zunehmende Konkurrenz des billigeren schottischen und westfälischen Roheisens aus, dazu gestiegene Preise für die benötigten Rohstoffe. Nach Modernisierungen konnten die mit der Industrialisierung Mitteldeutschlands wachsenden Aufträge erfüllt werden. Die Zahl der Beschäftigten stieg auf rund 200. Um 1860 wurde eine neue Maschinenfabrik gebaut, das heutige Carlswerk, ein bedeutendes Einzeldenkmal der Industriearchitektur des 19. Jahrhunderts. Nach Erschöpfung der Unterharzer Eisenerzgruben wurde 1876 der Hochofen stillgelegt. Für die Belieferung mit Roh- und Alteisen sowie den Transport der Fertigprodukte stand ab 1887 die Selketalbahn zur Verfügung.

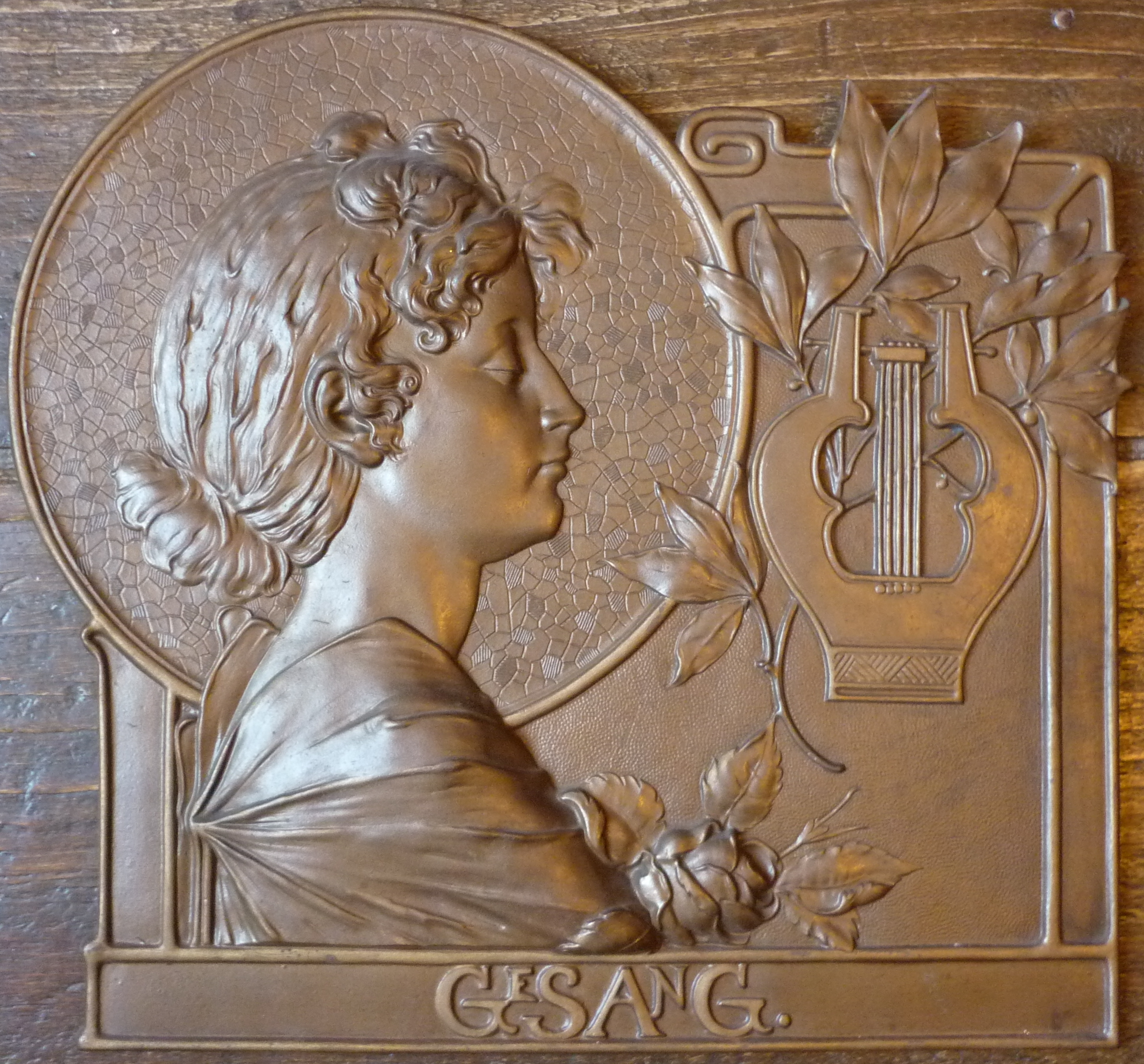
Wandbild Gesang, Jugendstil Eisenhütte Mägdesprung, um 1905, Privatsammlung, Standort unbekannt.

Bei der Trennung des Landesvermögens vom fürstlichen Vermögen in Anhalt 1872 ging die bis dahin herzogliche Hütte in Privathand über und wechselte in den folgenden Jahrzehnten mehrfach den Eigentümer. Ab 1902 begann die Herstellung von Gaskochern und -geräten und trat damit neben den Maschinenbau und Kunstguss als bisher wichtigste Produktionen. 1907 zählte der Betrieb 247 Beschäftigte. In den 1920er- und 1930er-Jahren stagnierte die Entwicklung des Werkes oder war zeitweise stark rückläufig.
Zu Kriegsende wurde das Werk im April 1945 in Kampfhandlungen einbezogen und dabei das Modellhaus, in dem sich alle historischen Modelle des Unternehmens befanden, durch Brand zerstört. Nach dem Zweiten Weltkrieg, ab 1959 mit staatlicher Beteiligung und ab 1972 als VEB Gas- und Heizgerätewerk Mägdesprung konnten die Ergebnisse der breitgefächerten Produktion nochmals gesteigert werden. In den Bereichen Herd- und Gaskocherbau war Mägdesprung Alleinhersteller in der DDR.
Nach der Wiedervereinigung Deutschlands als Mägdesprunger Eisenhüttenwerk GmbH im Aufbau weitergeführt und bald reprivatisiert, geriet die beinahe dreieinhalb Jahrhunderte alte Produktionsstätte schnell in die Liquidation. Der Versuch, in einer neu gegründeten GmbH mit zehn Beschäftigten den Gasgerätebau fortzusetzen, scheiterte nach kurzer Zeit. Seitdem wurde das Areal des alten Hüttenwerks in kleinen Parzellen verkauft oder auch mehrfach versteigert und die Produktionsstätten zum großen Teil abgerissen.
Als Zeugnisse der Leistungsfähigkeit der ehemaligen Mägdesprunger Eisenhütte auf dem Gebiet des Kunstgusses sind die Skulptur Besiegter Hirsch im Ortszentrum und in der näheren Region diverse im Hüttenwerk entstandene Arbeiten erhalten, so unter anderem der Luisentempel und der Stehende Hirsch in Alexisbad und das Fürst-Friedrich-Albrecht-Denkmal in Mägdesprung.